# Sabba Mikułowski
Sabba Mikułowski herbu Rawicz (XVIII-XIX wiek) – generał major ziemiański w czasie powstania kościuszkowskiego, organizator powstania w województwie sandomierskim, podstoli wiślicki w latach 1791–1793, cześnik wiślicki w latach 1790–1791, łowczy wiślicki w latach 1789–1790, miecznik wiślicki w latach 1787–1789, wojski mniejszy wiślicki w latach 1785–1787, skarbnik wiślicki w latach 1779–1785.
Był komisarzem Sejmu Czteroletniego z powiatu wiślickiego województwa sandomierskiego do szacowania intrat dóbr ziemskich w 1789 roku.